# Barichneumon gaullei
Barichneumon gaullei är en stekelart som först beskrevs av Berthoumieu 1903.  Barichneumon gaullei ingår i släktet Barichneumon och familjen brokparasitsteklar. Inga underarter finns listade.